# Gianni Garrucciu
Gianni Garrucciu (Sassari, 30 gennaio 1954) è un giornalista e scrittore italiano, ha percorso l'intera carriera in RAI.

## Biografia
Il suo esordio a Radio Rai è ad appena 12 anni come imitatore in un programma per le scuole. Diviene poi attore radiofonico in sceneggiati ambientati in Sardegna (la sua terra). Lavora come attore in sceneggiati nazionali. Il suo esordio in televisione è a 20 anni con uno spettacolo natalizio dagli studi di Bologna come autore e interprete di alcuni episodi.
Nel 1974 fonda, insieme a un gruppo di amici, la Compagnia per la Diffusione del Teatro Popolare. Porta in scena le commedie di Eduardo De Filippo, ottenendo dall'autore napoletano la concessione per recitare i suoi lavori. L'esordio è con Non ti pago. Quindi, nel 1978, Il sindaco del rione Sanità.
L'incontro con Eduardo permette a Gianni Garrucciu di approfondire i temi umanistici. Nasce così l'accostamento del teatro di Eduardo con quello di Luigi Pirandello.
La Compagnia per la Diffusione del Teatro Popolare mette in scena uno spettacolo dal titolo La finzione come realtà in Eduardo e Pirandello: tre atti unici, due di Eduardo, Dolore sotto chiave e Sik Sik l'artefice magico, uno di Pirandello, La patente. È la strada che decreta il successo in Sardegna del gruppo di studenti trasformatosi in Compagnia teatrale e arricchitosi di elementi napoletani. Nel 1979 la Compagnia per la diffusione del Teatro Popolare debutta al teatro Civico di Sassari con Pensaci, Giacomino!.
Nel frattempo Gianni Garrucciu prosegue il lavoro radiofonico prima con programmi regionali dagli studi di Sassari e di Cagliari, e poi con quelli nazionali per Radio 1. Nel 1980 scrive e interpreta una breve parodia del film Padre padrone. Il lavoro viene inserito all'interno di un programma televisivo delle Rete Uno della Rai.
Dal 1981 al 1983 è redattore al quotidiano L'altro giornale, pubblicato in Sardegna. Ha un'esperienza come direttore dell'ufficio stampa dell'Azienda Autonoma di Soggiorno e Turismo di Sassari dove - con musicologi e uomini di cultura - organizza i Colloqui di musica mediterranea, una sorta di confronto tra le comuni radici culturali e musicali della Sardegna con i Paesi dell'Africa e del medio-oriente.
Ha scritto un volume su Sassari tradotto in inglese, francese e tedesco, ottenendo la segnalazione alla Fiera Internazionale del libro turistico e pubblicitario " ...per la sua originalità, il suo taglio giornalistico, l'impostazione grafica".
Gianni Garrucciu ha insegnato geografia dell'informazione all'Università di Sassari.
Collaboratore ai programmi sempre per la Rai, conosce diversi personaggi del mondo della cultura, del giornalismo, del teatro e della musica. Scrive e dirige numerosi programmi radiofonici nazionali specializzandosi in inchieste di cronaca e di cultura. Nel 1985 viene assunto in Rai presso la redazione della Sardegna. Quindi nel 1990 l'esordio a Radio Due per i mondiali di calcio. Qui conosce le grandi firme dello sport e con Enrico Ameri conduce Anteprima Sport.
Il vice-direttore della Testata Giornalistica Sportiva Rino Icardi gli affida una rubrica settimanale sul calcio di serie C per i programmi di Rai International. Garrucciu invita grandi personaggi dello sport passato e presente con i quali commenta le giornate sportive. Il programma viene diffuso in tutto il mondo raggiungendo oltre 10 milioni di ascoltatori. Nel 1992 scrive il primo libro dal titolo Il telegiornale tra informazione, potere e spettacolo: anticipa la tesi secondo la quale il giornalista può essere manipolato dal mondo della pubblicità e degli ascolti. Nel libro, le interviste agli allora direttori dei tre telegiornali Rai: Bruno Vespa (TG-1), Alberto La Volpe (TG-2), Sandro Curzi (TG-3).
L'amore per la radio lo porta a scrivere nel 2004 il libro Buonasera ovunque voi siate: è una breve storia degli 80 anni della radio attraverso le testimonianze di chi ha vissuto la radio e di chi ha costruito l'Italia. Vi si trovano, tra gli altri, personaggi del mondo politico (Francesco Cossiga, Giulio Andreotti), del giornalismo (Jaeder Jacobelli, Sergio Zavoli, Enzo Biagi, Gianni Bisiach), della religione (il cardinale Ersilio Tonini), dello spettacolo (Renzo Arbore - che ha dato il titolo al libro - Carlo Giuffré e Paolo Villaggio). Il libro viene presentato al Prix Italia 2004.
Nel frattempo la sua attività di inviato porta Gianni Garrucciu a viaggiare e a seguire alcuni tra i personaggi più importanti in Italia, da Carlo Azeglio Ciampi a Papa Wojtyla. E proprio a Giovanni Paolo II, Gianni Garrucciu dedica il suo terzo libro dal titolo Giovanni Paolo II, l'Uomo che ha cambiato gli uomini. Anche qui, la tecnica è raccontare Wojtyla uomo e pontefice, attraverso le testimonianze di chi ha condiviso con lui i 27 anni del suo pontificato: il suo segretario, cardinale Stanisław Dziwisz, Joaquín Navarro-Valls, il cardinale Camillo Ruini, l'attore premio Oscar Jon Voight (interprete del Wojtyla televisivo), il regista polacco Zanussi, il cardinale segretario di Stato Vaticano Tarcisio Bertone, Chiara Lubich, la monaca benedettina Anna Maria Cànopi. Il libro ha vinto sei premi: dal Lucca-Autori al Battì-Libro, dal premio Anpci al premio della radio per i giovani Latte-Miele ("...per avere raccontato il Papa che ha saputo comprendere le inquietudini dei giovani"), al premio dell'Istituto Euromediterraneo per il Dialogo Interreligioso, alla Navicella per la Pace.
Dal 26 marzo del 2013 esce in libreria il suo nuovo libro dal titolo "Renzo Arbore, vita, opere e (soprattutto) miracoli.", edito da Rai Eri, una ricostruzione compiuta - in parte - attraverso le testimonianze dei più stretti collaboratori dell'artista, e - in parte - dallo stesso Arbore.
Il 06 luglio 2019 è stato premiato con il Grand Prix Corallo Città di Alghero per la sua attività di giornalista e scrittore.

## Attività in RAI
Ha esordito in Rai all'età di 12 anni in un programma per le scuole: prima come imitatore, poi come doppiatore di sceneggiati radiofonici.
Assunto come giornalista nel 1985, è stato inviato speciale, caposervizio e, dal 2007, è vicecaporedattore.
Dal 1987 al 1992 è stato a Cagliari come conduttore di telegiornali, giornali radio e rubriche sportive.
Dal 1990 ha prestato servizio, per lunghi periodi, nelle sedi nazionali di Tv e radio, lavorando soprattutto per Radio-2, TG-1 e Rai International.
Prima di approdare al settore giornalistico, dal 1974 al 1985, ha lavorato – sempre per la Rai – come programmista, autore e conduttore di programmi di cronaca e di intrattenimento per la TV e per la radio, nazionale e regionale.
Per la radio (numerose le collaborazioni presso le testate di Radio-2, Radio-1 e Rai International) ha scritto e condotto numerose rubriche e inchieste, facendo conoscere la Sardegna a milioni di ascoltatori nel mondo.
Nel 1990 ha lavorato alla redazione sportiva del Gr-2 con Alberto Bicchielli, Mario Giobbe, Enrico Ameri, per il Campionato del mondo di calcio, con servizi e conduzioni in studio dei giornali radio sportivi.
In seguito ha partecipato – tra gli altri – ai programmi: Tutto il calcio minuto per minuto; Anteprima sport (condotto con Enrico Ameri); Pianeta C, un programma per Rai International insieme a Rino Icardi: un'ora di trasmissione per gli emigrati italiani nel mondo con in studio i più noti personaggi dello sport mondiale, raggiungendo oltre 10 milioni di ascoltatori.
Per la televisione, suoi sono i maggiori servizi sulle realtà sociali, economiche, politiche e religiose della Sardegna: numerose le collaborazioni e i servizi al TG-1, TG-2, TG-3, Rai-Sat e a varie rubriche, tra le quali Mediterraneo, il programma Rai per il Medio Oriente, il Nord-Africa e le politiche della Comunità Europea.
Per la Rete-1 TV è stato coautore (partecipandovi talvolta anche come attore) di alcuni programmi sui temi della famiglia. Ha firmato e recitato una parodia del film “Padre e padrone” dei fratelli Taviani.
Nel 2002, ha fatto parte della delegazione RAI che, a Valencia, ha discusso sui temi della TV del Mediterraneo. La delegazione era guidata dal direttore per gli affari internazionali della RAI e dai direttori dei TG regionali e di Rai-MED.
Dal 1985 segue per la Rai le visite in Sardegna delle maggiori autorità politiche, religiose e sindacali nazionali e internazionali.
Ha seguito diversi viaggi pastorali di Giovanni Paolo II e di Benedetto XVI. Ha seguito i funerali di Giovanni Paolo II e l'elezione del nuovo pontefice Benedetto XVI.

## Attività nei giornali
Prima di essere assunto in Rai, è stato redattore del quotidiano sardo “L'altro Giornale”, con la qualifica di coordinatore della redazione di Sassari.
Ha avuto un'esperienza come direttore dell'ufficio stampa dell'Azienda Autonoma di Soggiorno e Turismo di Sassari.
Con musicologi e uomini di cultura del Maghreb, ha organizzato i “COLLOQUI DI MUSICA MEDITERRANEA”, mettendo a confronto le comuni radici culturali e musicali della Sardegna con i Paesi frontalieri dell'Europa e dell'Africa.
Ha scritto un volume su Sassari tradotto in inglese, francese e tedesco, ottenendo la segnalazione alla Fiera Internazionale del libro turistico e pubblicitario “…per la sua originalità, il suo taglio giornalistico, l'impostazione grafica.”
Prima ancora è stato critico teatrale del quotidiano “La Nuova Sardegna”.
Il suo esordio giornalistico è stato presso il settimanale diocesano “Libertà”.

## Attività didattiche
Nel 2005, è stato invitato dal Vicariato di Roma e dalla Pontificia Università Lateranense a svolgere una relazione sul futuro della radio nei paesi occidentali e nel terzo mondo, nel corso del Terzo Simposio Europeo dei Docenti di Comunicazione. Garrucciu è stato l'unico relatore sardo fra 600 docenti di 39 Paesi
d'Europa. La sua collaborazione continua ancora.
A 19 anni, appena diplomato al Liceo classico - contestualmente all'iscrizione all'Università – è stato nominato primo insegnante laico di Religione della Sardegna, tra i primi in Italia. Ha insegnato per tre anni presso gli istituti socialmente a rischio dell'isola, per poi approdare negli istituti superiori.
Ha insegnato Geografia della Comunicazione presso la Facoltà di Economia e Commercio dell'Università di Sassari.
È stato docente di Teoria e Tecnica dell'Intervista e della Comunicazione presso corsi della Comunità Europea.
È collaboratore della Facoltà di Scienze Politiche dell'Università di Sassari per i problemi della Comunicazione.
Relatore e consulente di numerosi convegni dell'UNICEF e dell'Ucsi, Unione dei Giornalisti Cattolici.
Insegna Teoria e tecnica della Radiofonia presso il Dipartimento di Scienze politiche, Scienze della comunicazione e Ingegneria dell'informazione dell'Università di Sassari.

## Attività teatrali
Nel 1974 ha fondato la Compagnia per la Diffusione del Teatro Popolare, portando in scena le commedie di Eduardo De Filippo, ottenendo dall'autore napoletano la concessione per recitare i suoi lavori: autorizzazioni, fino ad allora, mai concesse soprattutto a compagnie non professionistiche.
L'incontro con Eduardo ha permesso a Garrucciu di approfondire i temi umanistici e ampliare le sue conoscenze ad altre personalità della cultura e dello spettacolo.
Ha partecipato come attore al film “Padre e padrone” dei fratelli Taviani.

## Attività editoriali
Gianni Garrucciu ha scritto cinque libri, tra il 1992 e il 2020. 
- Il Telegiornale tra informazione potere e spettacolo (Capone editore, 1992), con il quale ha vinto la selezione dei giovani autori della Rai.

- Buonasera ovunque voi siate (presentato al Prix Italia del 2004 e alla Mostra della Radio allestita al Vittoriano), sulla storia degli 80 anni della radio, attraverso le testimonianze dei maggiori protagonisti. Il libro è stato donato al Presidente della Repubblica Carlo Azeglio Ciampi il 6 ottobre 2006 al Palazzo del Quirinale.

- Giovanni Paolo II, l'Uomo che ha cambiato gli uomini, edizioni Rai-Eri, distribuzione Mondadori. Il libro ricostruisce attraverso episodi inediti la vita di Karol Wojtyla, con le testimonianze delle persone che sono state vicine al Pontefice nei 27 anni del suo pontificato. Il libro ha vinto due premi letterari: il “Battì-Libro” a Massa Carrara, e il “Lucca-Autori”. Ha ottenuto numerosi riconoscimenti. Tra questi, la targa dell'ANPCI, l'associazione dei Piccoli Comuni d'Italia, per “…il contributo dato alla conoscenza del Papa che ha avvicinato tutti i popoli senza distinzioni di razza e di religione.” La targa della Regione Trentino Alto Adige per “…avere diffuso l'apostolato del Santo Padre Giovanni Paolo II e l'opera del Movimento dei Focolari, fondata dalla trentina Chiara Lubich”. La targa di un network radiofonico nazionale rivolto soprattutto al pubblico di giovani, per “…aver raccontato in modo originale la storia del Papa che è riuscito a entrare nel cuore dei giovani”. Ha ricevuto il premio “La navicella della Pace”, assegnatogli dall'Istituto Euro Mediterraneo per il dialogo inter-religioso. Infine, il riconoscimento internazionale, a Barcellona, attribuitogli dal Consolato d'Italia e dall'Istituto della Cultura Italiana in Spagna.

- Nel marzo 2013, è in uscita – sempre per Rai Eri – il libro Renzo Arbore, vita, opere e (soprattutto) miracoli.Si tratta di una biografia dell'artista foggiano, e si avvale delle testimonianze di quanti hanno percorso con lui cinquant'anni di radio e tv, ripercorrendo così gran parte della storia della Rai. Scritto a diretto contatto con Arbore, il libro si avvale della prefazione di Sergio Zavoli, presidente della Commissione di Vigilanza della Rai. Le testimonianze sono aperte da una lettura linguistica del professore Tullio De Mauro (già ministro della Pubblica Istruzione), e prosegue con un cantico scritto, per l'occasione, da Roberto Benigni.

- Nel marzo del 2020 esce Fame - Una conversazione con Papa Francesco, edito dalla San Paolo edizioni. Il libro, partendo dagli ultimi dati ufficiali della FAO, dà volti e storie a numeri che fanno paura: 821 milioni di esseri umani oggi patiscono la fame.

## Onorificenze
- È stato nominato Ufficiale dell'Ordine al merito della Repubblica italiana il 29 gennaio 2005 dal Presidente Ciampi.[1]
- È stato nominato Commendatore dell'Ordine al merito della Repubblica italiana il 27 dicembre 2008 dal Presidente Napolitano.[2][3]
- È stato nominato Grande Ufficiale dell'Ordine al merito della Repubblica italiana il 2 giugno 2017 dal Presidente Mattarella.[1]